# 長田達也
長田 達也（おさだ たつや、1952年（昭和27年） - ）は、日本の照明技師である。

## 人物・来歴
1952年（昭和27年）、山梨県山梨市牧丘町に生まれる。
1971年（昭和46年）、照明助手としてテレビ映画、独立プロダクションの作品に参加。1983年（昭和58年）、森﨑東監督作品で初めて技師を手掛けた。
撮影現場では照明だけでなくさまざまな提案をする照明マンとしても有名で、周防正行監督や矢口史靖監督のブレインとしても活躍している。
1997年（平成9年）、『shall we ダンス?』で第20回日本アカデミー賞 最優秀照明賞を受賞。以後、2002年（平成14年）『陰陽師』、2004年（平成16年）『壬生義士伝』、2008年（平成20年）『それでもボクはやってない』、2010年（平成22年）『ヴィヨンの妻 〜桜桃とタンポポ〜』2014年（平成26年）『舟を編む』2020年（令和2年）『カツベン!』の6作品で優秀照明賞を受賞。2020年（令和2年）、『カツベン!』で第70回芸術選奨文部科学大臣賞（映画部門）受賞。

## 照明担当作品
- スキャンティドール 脱ぎたての香り（1984年）
- 変態家族 兄貴の嫁さん（1984年）
- 生きてるうちが花なのよ死んだらそれまでよ党宣言（1985年）
- ファンシイダンス（1989年）
- べっぴんの町（1989年）
- きんぴら（1990年）
- シコふんじゃった。（1992年）
- Shall we ダンス?（1996年）
- ウォーターボーイズ（2001年）
- 陰陽師（2001年）
- 陰陽師II（2003年）
- ニワトリはハダシだ（2004年）
- スウィングガールズ（2004年）
- それでもボクはやってない（2007年）
- 聯合艦隊司令長官 山本五十六 -太平洋戦争70年目の真実-（2011年）
- 終の信託（2012年）
- 舟を編む（2013年）
- 柘榴坂の仇討（2014年）
- トワイライト ささらさや（2014年）
- ラストレシピ〜麒麟の舌の記憶〜（2017年）
- 空飛ぶタイヤ（2018年）
- カツベン!（2019年）
- ゆきてかへらぬ（2025年）